# Andreas Müller-Pohle
Andreas Müller-Pohle (* 19. Juli 1951 in Braunschweig) ist ein deutscher Fotograf, Medienkünstler und Verleger. Sein fotografisches Werk ist seit Mitte der 1970er Jahre gekennzeichnet durch eine intensive theoretische Auseinandersetzung mit Fragen der Medialität und Wahrnehmbarkeit. Er gilt als wichtiger Repräsentant der experimentellen Fotografie und als Begründer des Visualismus.
Als Verleger hat Müller-Pohle durch seine Zeitschrift European Photography die Entwicklung der künstlerischen Fotografie seit den frühen 1980er Jahren begleitet und maßgeblich mitgeprägt. Darüber hinaus gilt sein Engagement der Verbreitung der Schriften Vilém Flussers, dessen Werk er vor allem im deutschen Sprachraum bekannt machte.

## Biografie
Andreas Müller-Pohle studierte von 1973 bis 1974 in Hannover, von 1974 bis 1979 in Göttingen Wirtschafts- und Kommunikationswissenschaften. Er beschäftigt sich zunächst mit dem Medium Film und widmet sich ab Mitte der 1970er Jahre der praktischen und theoretischen Auseinandersetzung mit der Fotografie. 1979 gründet Müller-Pohle die Zeitschrift European Photography und ist seitdem ihr Herausgeber. Auf seine Anregung hin verfasst der befreundete Philosoph Vilém Flusser 1981 den Essay „Für eine Philosophie der Fotografie“, dem in den folgenden Jahren weitere medien- und kulturphilosophische Texte folgen. Seitdem setzt sich Müller-Pohle intensiv mit dem Œuvre Flussers auseinander. Zusammen mit Volker Rapsch gibt er 1987 – als früher Vorläufer des E-Books – Flussers Essay „Die Schrift“ als erstes elektronisches Buch auf Diskette heraus. 1996 gründet er die auf zehn Bände angelegte „Edition Flusser“.
Müller-Pohle wurde 2001 mit dem „European Photography Prize“ der Reind M. De Vries Foundation ausgezeichnet, einer einmalig verliehenen Auszeichnung für besondere Verdienste um die europäische Fotografie. Seit Anfang der 1980er Jahre unterrichtet er als Gastprofessor und Dozent an Lehrinstituten in Europa, Asien und Nord- und Südamerika und gründet 2005 Eye-Mind, eine Individualworkshop-Initiative in Berlin.
Müller-Pohle hat eine Tochter, er lebt und arbeitet in Berlin.

## Werk
Andreas Müller-Pohles Arbeiten sind gekennzeichnet durch eine weite Vielfalt an Themen und Konzepten und die reflexive Auseinandersetzung mit dem Medium Fotografie: Befassten sich seine ersten Projekte ab Mitte der 1970er Jahre mit Fragen der Bildästhetik und der fotografischen Wahrnehmung, so wandte er sich anschließend – nun auch mit dem Medium Video – dem Fotorecycling und der Materialität und Immaterialität der Fotografie zu. Müller-Pohles Interesse an „Interfaces“ in ihrer Doppelfunktion als Verfremdung und Übersetzung bringt ihn in mehreren seiner Arbeiten dazu, auf das klassische fotografische Bild vollständig zu verzichten und es in andere Codesysteme zu transformieren (etwa in alphanumerischen oder genetische Codes).
Seine 2005/06 entstandene Arbeit The Danube River Project greift diese langjährige Beschäftigung mit Interfaces auf: Ein „Bildatlas“ der Donau wird ergänzt und kommentiert durch ihr „Blutbild“, das der Künstler aus Wasserproben ermittelt und in die Fotografien eingeschrieben hat. Mit dem Thema Wasser beschäftigt sich auch Müller-Pohles nachfolgendes Projekt, Hong Kong Waters, das sich den vielgestaltigen Wasserlandschaften der asiatischen Metropole in einer Foto-, Video- und Soundinstallation widmet. Eine weitere Arbeit zum Thema Wasser, Kaunas upon the Rivers, entstand 2017 im Rahmen einer Artist in Residence. Seit 2013 arbeitet Müller-Pohle an einem umfangreichen Zyklus zu Aspekten des urbanen Verkehrs (Studies on Traffic), für den er die Medien Fotografie, Sound und Video einsetzt.[Vimeo-Link]. Ab 2023 beschäftigt sich Müller-Pohle mit theoretischen Fragen zur Künstlichen Intelligenz und deren künstlerischer Thematisierung, zuletzt in Niépce Recoded.
Müller-Pohles Werk findet seit Mitte der 1980er Jahre international Beachtung. Seine Arbeiten wurden vielfach publiziert und in mehr als 200 Ausstellungen im In- und Ausland ausgestellt und sind in zahlreichen öffentlichen und privaten Sammlungen vertreten.
2023 wurden der Vorlass und ein umfangreiches Werkkonvolut von Müller-Pohle vom Zentrum für Kunst und Medien (ZKM) erworben, darunter befinden sich 173 analoge Fotoarbeiten, 106 digitale Bilddateien, 17 Videos und das Verlagsarchiv der Zeitschrift European Photography sowie die Korrespondenz mit dem Philosophen Vilém Flusser.

## Ausstellungen, Screenings, Installationen (Auswahl)
- 2023 „Épreuves de la matière. La photographie contemporaine & ses métamorphoses.“ Bibliothèque nationale de France, Paris, France
- 2023 „Andreas Müller-Pohle: Environmental Imprints.“ Cankarjev dom, Ljubljana, Slovenia
- 2022 „Andreas Müller-Pohle: Studies on Water.“ Lumenvisum Gallery, Hong Kong
- 2021 „Andreas Müller-Pohle: Mers et Rivières.“ Pavillon Populaire, Montpellier, France
- 2020 „Schupmann Collection – Fotografie in Westdeutschland.“ Museum im Kulturspeicher, Würzburg
- 2018 „Analog und Schwarzweiß: Fotografie in Westdeutschland 1945–2000 aus der Sammlung Schupmann.“ Kunsthalle Erfurt
- 2016 „Emanations: The Art of the Cameraless Photograph.“ Govett-Brewster Art Gallery/Len Lye Centre, New Plymouth, Neuseeland
- 2015 „Bodenlos – Vilém Flusser und die Künste.“ ZKM | Zentrum für Kunst und Medien, Karlsruhe
- 2014 „Andreas Müller-Pohle: Coincidences. A Select Retrospective.“ Prague City Gallery, House of Photography, Prag, Tschechien
- 2014 „(Mis)Understanding Photography. Werke und Manifeste.“ Museum Folkwang, Essen
- 2013 „Andreas Müller-Pohle: Hong Kong Waters.“ Lianzhou Foto, The Granary, Lianzhou, China
- 2011 „Andreas Müller-Pohle: flow, flow. Foto, Video, Sound.“ Photo Edition Berlin, Berlin
- 2011 „Andreas Müller-Pohle: Hong Kong Waters. Photo/Video/Sound.“ Hong Kong Arts Centre, Hongkong
- 2011 „Andreas Müller-Pohle: The Danube River Project.“ Gesshin-in Temple, Kyoto, Japan
- 2010 „Andreas Müller-Pohle: The Danube River Project.“ Nessim Galéria, Budapest
- 2008 „Andreas Müller-Pohle: The Danube River Project.“ European Month of Photography, Uferhallen, Berlin
- 2007 „Andreas Müller-Pohle: Photo/Video/Sound. Arbeiten 1995–2006.“ Städtische Galerie, Palais Stutterheim, Erlangen
- 2006 „Andreas Müller-Pohle: The Danube River Project.“ Donauschwäbisches Zentralmuseum, Ulm
- 2005 „Andreas Müller-Pohle: codeZone. Digital Works 1995–2005.“ Aura Gallery, Shanghai, China
- 2004 „p0es1s. Digital Poetry.“ Kulturforum Potsdamer Platz, Berlin
- 2003 „Andreas Müller-Pohle: CodeZone. Digitale Arbeiten 1995–2003.“ Museum für Photographie, Braunschweig
- 2002 „Andreas Müller-Pohle: CodeZone. Digital Projects.“ Gallery Ississ, Kyoto, Japan
- 2002 „Andreas Müller-Pohle: Interfaces.“ FotoFest, Topek Building, Houston, Texas, USA
- 2001 „Sammlung Schupmann. Fotografie in Deutschland nach 1945.“ Museum für Photographie, Braunschweig
- 2001 „ex machina. Über die Zersetzung der Fotografie.“ Neue Gesellschaft für Bildende Kunst / Künstlerhaus Bethanien, Berlin
- 2000 „Andreas Müller-Pohle: Digital Scores, Entropia.“ The Museum of Contemporary Photography, Chicago, Illinois, USA
- 2000 „Andreas Müller-Pohle: Interfaces.“ Galerie Esther Woerdehoff, Paris   * 2000 „Andreas Müller-Pohle: Entropia.“ Tschumipavillon, Groningen, Niederlande
- 1999 „Das XX. Jahrhundert. Ein Jahrhundert Kunst in Deutschland.“ Staatliche Museen zu Berlin, Neue Nationalgalerie, Berlin
- 1999 „Andreas Müller-Pohle: Interfaces. Foto + Video 1977–1999.“ Altes Rathaus, Göttingen
- 1998 „Andreas Müller-Pohle: Codex.“ Mücsarnok / Kunsthalle, Budapest
- 1997 „Andreas Müller-Pohle: Entropia.“ Kunstverein Rüsselsheim
- 1996 „Andreas Müller-Pohle: Entropa.“ 14th World Wide Video Festival, Gemeentemuseum, Den Haag
- 1995 „Photography After Photography. Memory and Representation in the Digital Age.“ Aktionsforum Praterinsel, München
- 1995 „Andreas Müller-Pohle.“ Espace Photographique Contretype, Brüssel
- 1994 „Deutsche Kunst mit Photographie: Die 90er Jahre.“ Rheinisches Landesmuseum, Bonn
- 1993 „Andreas Müller-Pohle.“ Galeria Documenta, São Paulo
- 1992 „Andreas Müller-Pohle: Signa.“ Fotogalerie Wien, Wien
- 1991 „Andreas Müller-Pohle: Was ich nicht sehe, fotografiere ich. Was ich nicht fotografiere, sehe ich. Arbeiten 1976–1991.“ Brandenburgische Kunstsammlungen, Cottbus
- 1989 „Das Foto als autonomes Bild – Experimentelle Gestaltung 1839–1989.“ Kunsthalle Bielefeld
- 1989 „Dokument und Erfindung – Fotografien aus der Bundesrepublik Deutschland 1945 bis heute.“ Haus am Lützowplatz, Berlin
- 1988 „Fotovision – Projekt Fotografie nach 150 Jahren.“ Sprengel Museum, Hannover
- 1986 „Andreas Müller-Pohle: Transformance.“ Funarte, Rio de Janeiro, Brasilien
- 1986 „Fotografie: Abbildung? Einbildung?.“ Museum am Ostwall, Dortmund
- 1985 „The European Edge – New Photographic Trends from Europe.“ Museum of Photographic Arts, San Diego, Kalifornien, USA
- 1984 „La Photographie créative.“ Bibliothèque Nationale/Pavillon des Arts, Paris
- 1983 „Andreas Müller-Pohle: Transformance.“ Galerie Studio 666, Paris
- 1983 „Andreas Müller-Pohle: Transformance.“ Galerie Perspektief, Rotterdam, Niederlande
- 1981 „Erweiterte Fotografie.“ 5. Internationale Biennale, Wiener Secession, Wien
- 1981 „New German Photography.“ Photographers’ Gallery, London
- 1980 „Vorstellungen und Wirklichkeit – 7 Aspekte subjektiver Fotografie.“ Städtisches Museum Leverkusen
- 1979 „Andreas Müller-Pohle: Fotografien.“ Work Gallery, Zürich
- 1978 „Fotografie im Künstlerhaus.“ Künstlerhaus Göttingen
- Quelle: http://muellerpohle.net/vita/

## Zitate
- „Was ich nicht sehe, fotografiere ich. Was ich nicht fotografiere, sehe ich.“ (Müller-Pohle)
- „Die Auseinandersetzung mit Sichtbarkeit, Wahrnehmbarkeit und fotografischer Medialität bildet gleichsam den Ariadnefaden im fotografischen Œuvre von Andreas Müller-Pohle. Immer hat er dabei seine Tätigkeit theoretisch reflektiert (insbesondere im Konzept des 'Visualismus', das er 1980 veröffentlichte), ohne dass seine künstlerischen Arbeiten sich darauf reduzieren ließen oder gar zu bloßen Exempeln seines theoretischen Diskurses geworden wären.“ (Carl Aigner)
- „Müller-Pohle (hat) konsequent ein experimentelles Œuvre angelegt, das sich von der Darstellung der Dinge hin zu der Vermittlung ihrer Undarstellbarkeit bewegt hat. Interfaces wird man die Arbeiten nennen können, die Gesichter sind aus dem Blick, und Andreas Müller-Pohle läßt die Bilder im Aufbruch zur ewigen Zeitgenossenschaft kommunizieren.“ (Hubertus von Amelunxen)
- „Er ist ein Purist und einer der Wegbereiter auf dem Feld der Medienkunst. Man tut Andreas Müller-Pohle nicht unrecht, wenn man feststellt, dass es in Deutschland keinen anderen Vertreter der Digital Art gibt, der sich so frühzeitig, ähnlich intensiv und erfolgreich mit dem Medium Fotografie auseinandergesetzt hat – theoretisch und mittels digitaler Bildverfahren.“ (Christoph Tannert)